# Genua (zeil)

Genua op een sloepgetuigd jacht

Een genua is een type zeil dat gevoerd kan worden op een zeilschip.

## Naam
De naam genua komt van de Italiaanse havenstad Genua. De Zweed Sven Salén (1890–1969) zeilde in 1926 tijdens de One Ton Cup in Genua met een staartfok. Doordat deze voor velen onbekend was, kreeg het zeil de naam genua mee.

## Kenmerken
De genua is een type fok, dat als eerste zeil vóór de mast gevoerd wordt, aan het groot of hoofdstag, dat van de voorsteven naar de top van de mast loopt, of bij een mast met meerdere delen van de steven naar de eerste zaling.
Kenmerkend voor de genua is dat het achterlijk voorbij de mast reikt, waardoor het zeiloppervlak vaak groter is dan het oppervlak van het grootzeil. Het positieve effect van dit zeil wordt niet verkregen doordat het meer wind vangt, maar doordat het een gunstige luchtstroom langs het grootzeil geeft, waardoor dit zeil een groter rendement krijgt.

## Varianten
Verschillende maten van genua's worden vaak aangeduid met de nummers 1, 2 of 3. Hierbij geldt dat nummer 3 de kleinste maat is (net groter dan een fok) en 1 de grootste maat is. Op hetzelfde schip is het doek van de grotere genua vaak lichter dan dat van de kleinere genua's, omdat deze laatste bij méér wind gevoerd worden. 
De zogenoemde botterfok of staartfok is een genua, zie ook tuigage en botter.